# Cavaione (torrente)
Il Cavaione o Cavaglione è un torrente della provincia di Vercelli, affluente di sinistra del Sermenza,  nel quale si immette all'altezza dell'abitato di Boccioleto. Scorre nell'omonima valle in direzione nord-sud nel territorio dei comuni di Rossa e Boccioleto.
Nel corso dell'alluvione della Valsesia del 1755, le acque del Cavaione tracimarono, distruggendo mulini e ponti e uccidendo svariati animali. Nel 1951 vi fu un'altra esondazione che distrusse un'azienda.